# James Britten

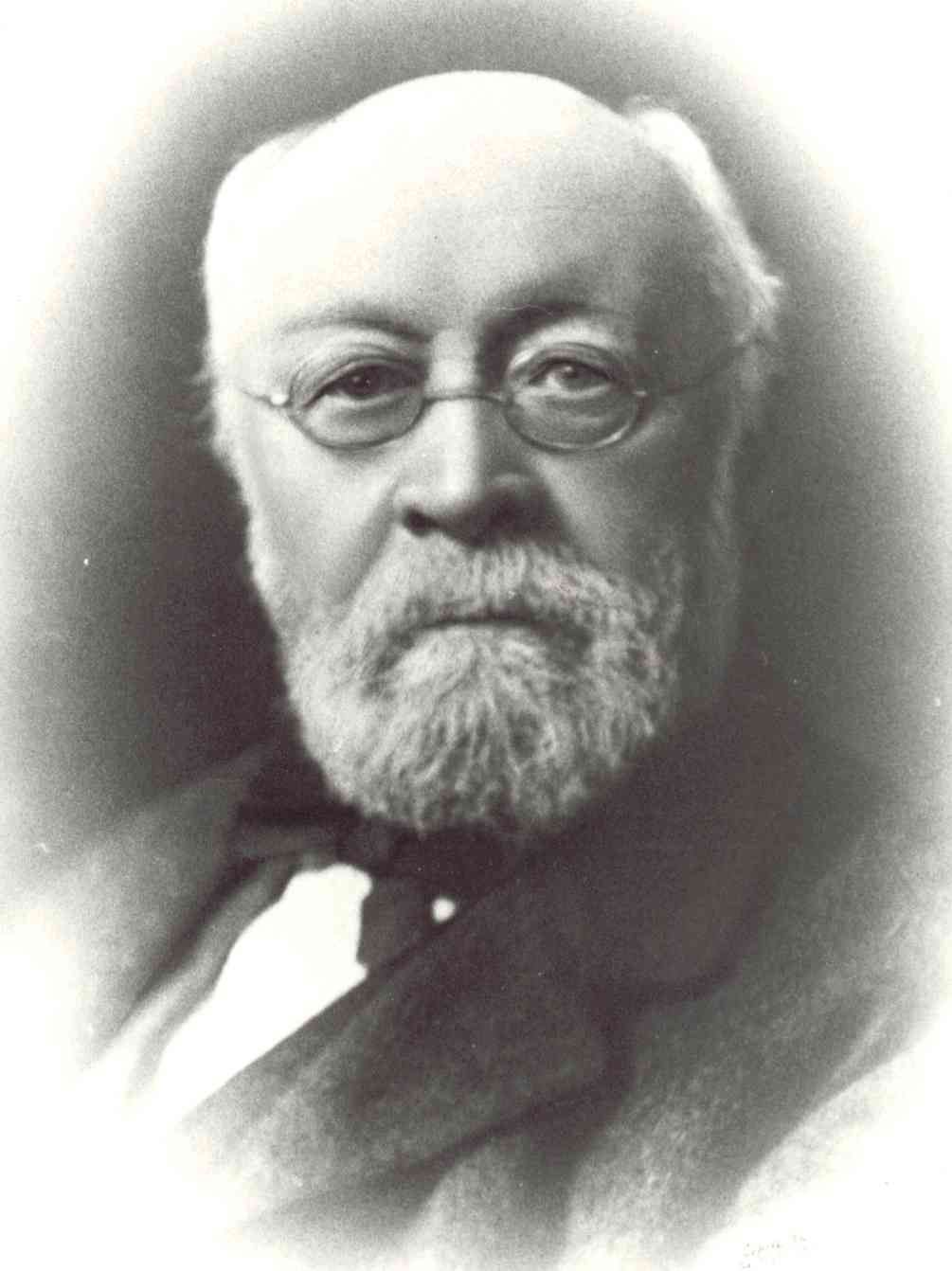
James Britten

James Britten (3 de maio de 1846 - 8 de outubro de 1924) foi um botânico inglês.

## Biografia
Nascido em Chelsea, Londres, mudou-se para High Wycombe em 1865 para iniciar a carreira médica. No entanto, ele começou a se interessar cada vez mais pela botânica e começou a escrever artigos sobre o assunto. Sua primeira publicação foi provavelmente a publicada no Journal of Botany em 1863. Ele se tornou católico em 1867 e esteve envolvido em várias ocasiões no trabalho social e na formação de coros em Brentford, Isleworth e Southwark.
Em 1869, foi nomeado assistente júnior no Herbarium do Royal Botanic Gardens, Kew. Em 1871, ele ingressou no Departamento de Botânica do Museu Britânico e permaneceu nesta posição até sua aposentadoria em 1909. Em 1879, ele sucedeu Henry Trimen como editor do Journal of Botany, British and Foreign. Ele ocuparia a posição de editor por cerca de 45 anos. O botânico Norman Hall escreveu sobre Britten: "Britten se dedicou totalmente à redação, embora seus comentários pungentes sobre os artigos enviados nem sempre fossem apreciados."
Britten também estava fortemente envolvido na Catholic Truth Society. Isso havia caducado em 1872, mas Britten ajudou a revivê-lo em 1884 e dominou o movimento por muitos anos. Em 1896, durante seu tempo como secretário da Sociedade, eles publicaram Protestant Fiction.
Isso lhe rendeu a nomeação como Cavaleiro e mais tarde Cavaleiro Comandante da Ordem de São Gregório Magno pelo Papa Leão XIII. Ele morreu aos 79 anos.

## Publicações
- John Fleming MD, (1747-1829) [6] botânico